# Conus abbreviata
Conus abbreviata é uma espécie de gastrópode do gênero Conus, pertencente a família Conidae.